# Ван Хуаншэн
Ван Хуаншэн (родился в 1939 году в Наньтуне) — китайский переводчик. Он владеет английским, древнегреческим, латынью и русским языками. Ван является одним из первых, кто перевёл гомеровские гимны с древнегреческого на китайский язык.

## Биография
Ван родился в 1939 году. В 1959 году он поступил в Пекинский университет иностранных языков, где изучал русский язык. В 1960 году Ван поступил на филологический факультет Московского государственного университета, специализировался на древнегреческой и римской литературе, окончил университет в 1965 году.
По возвращении на родину Ван работал в Академии общественных наук КНР. В 1966—1976 годах ему пришлось временно прервать научную деятельность вследствие культурной революции в Китае. Ван проработал в академии до выхода на пенсию в 1999 году.
В 1999 году Ван получил Национальную книжную награду за перевод Илиады и Одиссеи Гомера. В 2001 году его Одиссея была удостоена Литературной премии Лу Синя за выдающийся перевод. Кроме этого, переводил басни Эзопа, поэмы Вергилия, «К самому себе» Марка Аврелия.
Он является членом Коммунистической партии Китая и Союза китайских писателей.